# Guerra turco-veneciana (1714-1718)
La Séptima guerra otomano-veneciana fue un enfrentamiento bélico entre la República de Venecia y el Imperio otomano entre 1714 y 1718. Fue el último conflicto entre las dos potencias, y terminó con una victoria otomana y la pérdida de la posesión principal de Venecia, en la península griega, el Peloponeso (Morea). Venecia se salvó de una derrota mayor por la intervención de Austria en 1716. Las victorias austriacas llevaron a la firma del Tratado de Passarowitz en 1718, que puso fin a la guerra.
Esta guerra también fue llamada la segunda guerra de Morea, la Guerra Chiquita, o, en Croacia, la Guerra de Sinj.

## Antecedentes
Tras la derrota otomana en el segundo sitio de Viena en 1683, en la Santa Liga de Linz se reunieron la mayoría de los Estados europeos (a excepción de Francia, Inglaterra y los Países Bajos) en un frente común contra los otomanos. En la resultante Gran Guerra Turca (1684-1699) el Imperio otomano sufrió una serie de derrotas como las batallas de Mohács y Zenta, y en el Tratado de Karlowitz (1699), se vio obligado a ceder la mayor parte de Hungría a la monarquía de los Habsburgo, Podolia a Polonia-Lituania, mientras Azov fue tomada por el Imperio ruso. Más al sur, la República de Venecia lanzó su propio ataque contra el Imperio otomano, buscando venganza por las conquistas sucesivas de su imperio de ultramar por los turcos, la mayoría recientemente (1669: pérdida de Creta). Soldados venecianos, bajo el mando del capaz general Francesco Morosini (que se convirtió en Dux de Venecia en 1688), fueron capaces de amasar victorias tempranas en el conflicto al apoderarse de la isla de Cefalonia (Santa Maura) en 1684, el Peloponeso (Morea) (1685-1687) y partes de Grecia continental, a pesar de que los intentos de conquistar Calcis (Negroponte), recuperar Creta y aferrarse a Quíos fracasaron. En el Tratado de Karlowitz, Venecia ganó el reconocimiento de su control sobre Cefalonia y la Morea, y restauró la situación en el Egeo a su statu quo, quedando solo la isla de Tinos en manos venecianas.
Los otomanos estuvieron desde el principio decididos a revertir estas pérdidas, especialmente la de Morea. Ya en 1702, había tensiones entre los dos poderes y rumores de guerra debido a la confiscación de Venecia de un barco mercante otomano; tropas y suministros fueron trasladados a las provincias otomanas adyacentes al veneciano «Reino de Morea». La posición de Venecia era débil, con sólo unos pocos miles de soldados en toda la península, plagado por problemas de suministros, disciplinarias y de moral. Sin embargo, la paz se mantuvo entre los dos poderes doce años más. En el ínterin, los otomanos iniciaron una reforma de su marina de guerra, mientras que Venecia se vio cada vez más aislada diplomáticamente de las otras potencias europeas: la Santa Liga se había fracturado después de su victoria, y la guerra de sucesión española (1701-1714) y la Gran Guerra del Norte (1700-1721) se llevaban la atención de la mayoría de los estados europeos. Los otomanos se aprovecharon de la situación internacional favorable para arreglar sus cuentas con Rusia, causándoles a estos una dura derrota en la guerra ruso-turca de 1710-1711. Esta victoria animó a los dirigentes otomanos y después de la guerra ruso-turca y la firma del Tratado de Adrianópolis en junio de 1713, abrió el camino para un ataque a Venecia. 
Un pretexto fue fácil de encontrar: la incautación de un barco otomano llevando los tesoros del antiguo Gran Visir Damad Hasan Pachá, así como la concesión de los venecianos de refugio a Danilo I, el príncipe-obispo de Montenegro, después de haber puesto en marcha una revuelta fracasada contra los turcos. Como resultado, el 9 de diciembre de 1714, el Imperio otomano declaró la guerra a Venecia.

## La conquista otomana de Morea
Durante los primeros meses de 1715, se reunió un ejército de 70.000 hombres en Macedonia bajo el mando del Gran Visir Silahdar Damat Ali Pasha. El Gran Visir marchó hacia el sur, llegando al campamento principal en Tebas a principios de junio. Mientras tanto, la flota otomana, que sumaba 80 buques de guerra bajo Canum Hoca, había capturado las últimas posesiones venecianas en el mar Egeo, las islas de Tinos y Egina.
Los venecianos, que no tenían ningún ejército permanente y se basaban principalmente en mercenarios, solo pudieron reunir 8.000 hombres y 42 pequeños barcos, bajo el mando del Capitán General Daniel Delfín. Esta fuerza no sólo era insuficiente para enfrentar al ejército otomano en el campo, sino también inadecuada para proteger las muchas fortificaciones que habían construido o mejorado en los últimos decenios. Además, a la población griega local le disgustaba su dominio, algo que Damad Ali explotó con eficacia, asegurando que sus tropas respeten su seguridad y propiedad. Así pudo contar con la buena voluntad de los griegos que presentaron a sus tropas disposiciones amplias, mientras que los venecianos, que esperaban reclutar una milicia entre la población nativa, quedaron aislados en sus fortalezas. 
El 25 de junio, el ejército otomano cruzó el istmo de Corinto y entró en el Peloponeso. La ciudadela de Acrocorinto, que controlaba el paso a la península, se rindió después de un breve asedio, en términos de paso seguro para la guarnición y los civiles. Sin embargo, algunos jenízaros, ávidos de botín, desobedecieron las órdenes de Damat Ali y entraron en la ciudadela. Una gran parte de la guarnición, incluyendo el provedditore Giacomo Minoto y la mayoría de los civiles fueron masacrados o vendidos como esclavos. Solo 180 venecianos fueron salvados y transportados a Corfú. Estos acontecimientos trágicos más tarde inspiraron el poema de Lord Byron El sitio de Corintio.
Después de Corinto, los otomanos avanzaron contra Nauplia (Napoli di Romagna), la base principal del poder veneciano en la Morea. Nauplia estaba bien protegida por varias fortalezas y tenía una guarnición de dos mil hombres. Sin embargo, el 20 de julio, después de sólo nueve días de asedio, los otomanos explotaron una mina bajo los bastiones de Palamidi y asaltaron con éxito la fortaleza. Los defensores entraron en pánico y se retiraron, lo que llevó a un hundimiento general de la defensa.
Los otomanos luego avanzaron hacia el sudoeste, donde los fuertes de Navarino y Koroni fueron abandonados por los venecianos, que reunieron sus fuerzas restantes en Metone (Modon). Sin embargo, se le negó el apoyo efectivo del mar por la renuencia de Delfín de poner en peligro su flota mediante la participación de la armada otomana, la fortaleza capituló. Los restantes bastiones venecianos, incluyendo los últimos puestos que quedaban en Creta (Spinalonga y Souda), asimismo capitularon a cambio de partida segura. Después de cien días, todo el Peloponeso había sido retomado por los otomanos.

## Sitio de Corfú
Después de su éxito en la Morea, los otomanos se movieron contra las célebres Islas Jónicas venecianas. Ocuparon la isla de Lefkada (Santa Maura), que los venecianos habían tomado en 1684, y la fortaleza de Butrinto frente a la ciudad de Corfú. El 8 de julio de 1716, un ejército otomano de 33.000 hombres desembarcó en Corfú, la más importante de las islas Jónicas. A pesar de una indecisa batalla naval en el mismo día, el ejército de tierra otomano continuó su desembarco y avanzó hacia la ciudad de Corfú. El 19 de julio, después de la captura de los fuertes periféricos de Mantouki, Garitsa, Avrami y del Salvador, comenzó el asedio. La defensa estuvo encabezada por el conde Johann Matthias von der Schulenburg, que tenía aproximadamente 8.000 hombres bajo su mando. Las extensas fortificaciones y la determinación de los defensores resistieron varios asaltos. Después de una gran tormenta el 9 de agosto, a la que los defensores atribuyen la intervención de la patrona de Corfú, San Espiridón: provocó bajas significativas entre los sitiadores. El cerco se rompió porque llegó una escuadra española de 6 navíos y 5 galeras al mando de Esteban de Mari y Baltasar Vélez de Guevara, los venecianos habían pedido ayuda a España. El cerco se rompió  y las últimas fuerzas otomanas se retiraron el 21 de agosto.

## Intervención austriaca y la conclusión de la guerra
En el verano de 1715, el bajá de Bosnia marchó contra las posesiones venecianas en Dalmacia, con un ejército que supuestamente contaba con 40.000 hombres. Los otomanos fueron derrotados en el asedio de Sinj, pero la amenaza otomana a Dalmacia jugó un papel en la decisión de Austria de intervenir.
Con el Papa Clemente XI proporcionando apoyo financiero y Francia garantizando las posesiones austríacas en Italia, Austria se sentía lista para intervenir. El 13 de abril de 1716, el emperador Carlos VI renovó su alianza con Venecia, con lo cual los otomanos declararon la guerra a Austria. La amenaza de Austria obligó a los otomanos dirigir sus fuerzas lejos de las posesiones venecianas restantes, pero la Serenissima era demasiado débil para montar cualquier contraofensiva a gran escala. Solo su marina de guerra reanudó sus ofensivas con una postura más agresiva, con acciones navales entre las flotas venecianas y otomanas que tienen lugar en el mar Egeo, como la batalla de Imbros y la batalla de Matapan un mes después, pero estos fueron en general indecisos y no afectaron al resultado de la guerra. El único éxito veneciano permanente fue la captura de las fortalezas de Preveza y Arta en 1717. Con las victorias de Austria en la batalla de Petrovaradin y el cerco de Belgrado, los otomanos se vieron obligados a firmar el Tratado de Passarowitz. Aunque los otomanos perdieron territorios significativos a manos Austria, mantuvieron sus conquistas contra Venecia en el Peloponeso y Creta, con la excepción de Preveza y algunas fortalezas en Herzegovina (Imotski fue tomada en 1717).
- Datos: Q694835
- Multimedia: Ottoman–Venetian War (1714–1718) / Q694835